# Angry Kid
Angry Kid, ou Le P'tit ?%*&$! au Québec, est une série télévisée d'animation en volume britannique créée et réalisée par Darren Walsh, produite par Aardman Animations, et diffusée depuis le 1er janvier 1999 d'abord sur Channel 4 jusqu'en 2002, puis sur BBC Three jusqu'en 2005, et sur Youtube depuis 2007.

## Synopsis
La série humoristique, présentée sous forme d'épisodes d'une minute, met en vedette un jeune rouquin de 15 ans au comportement problématique qui ne se soucie pas de son père, de sa petite sœur et de son meilleur ami.
La série est doublée au France et diffusée depuis Années 2000 sur France 3 et M6 et Québec et diffusée depuis 2002 sur Télé-Québec et 9 mars 2007 sur Télétoon dans le bloc de programmation Le Détour.

## Distribution

### Doublage français
- Christophe Lemoine : Angry Kid
- Michel Dodane : le père, Speccy
- Maïk Darah

### Doublage québécois
- Benoît Éthier : le p'tit crisse
- Louis-Georges Girard : le père

 Source et légende : version québécoise (VQ) sur Doublage.qc.ca